# استفان الیوت
استفان الیوت (انگلیسی: Stephan Elliott؛ زادهٔ ۲۷ اوت ۱۹۶۴) کارگردان، فیلم‌نامه‌نویس اهل استرالیا است.

## فیلم‌شناسی
- Frauds (۱۹۹۳)
- ماجراهای پریسیلا، ملکه صحرا (۱۹۹۴)
- Welcome to Woop Woop (۱۹۹۷)
- Eye of the Beholder (۱۹۹۹)
- سست‌عفاف (۲۰۰۸)
- چند مرد عالی (۲۰۱۱)
- ریو، دوستت دارم (۲۰۱۴)
- Swinging Safari (۲۰۱۷)